# Motohashi Takumi
Takumi Motohashi (sinh ngày 3 tháng 8 năm 1982) là một cầu thủ bóng đá người Nhật Bản.

## Sự nghiệp câu lạc bộ
Takumi Motohashi đã từng chơi cho Yokohama F. Marinos, Shonan Bellmare, Sagan Tosu, Montedio Yamagata và Tochigi SC.